# ADDRESS (アルバム)
『ADDRESS』（アドレス）は、山崎まさよし通算7枚目のオリジナルアルバム。2006年6月28日発売。発売元はユニバーサルミュージック。 

## 解説
前作『アトリエ』（2003.6.25）以降、「『8月のクリスマス』 オリジナルサウンドトラック」、10周年記念シングルコレクション『BLUE PERIOD』『OUT OF THE BLUE』の2タイトル、ライヴアルバム『WITH STRINGS』などを挟んで発売された、3年ぶりのオリジナルアルバム。フルアルバムとしてはこれまでで最も長いインターバルであるが、その理由は山崎本人曰く「10周年の企画などが立て込んでいたため」である。 
3年間のあいだにリリースされたシングルが『BLUE PERIOD』に収録されなかったため、すべて本アルバムに収録された。ただし、そのほとんどは別バージョンまたは別ミックスである。結果的にシングル関連曲が多いアルバムとなった。カップリング曲を含めると、全12曲中6曲。 
映画、テレビコマーシャル、テレビゲームなど、タイアップ作品も多く収録されている（タイアップ先については、下記「#収録曲」を参照）。収録曲のほとんどは、デビュー当時から原型があった曲だとインタビューで語っている。
パッケージはCD1枚の通常盤と、シングル5タイトルのミュージック・ビデオを収録したDVD付初回限定盤と2種類があり、ジャケット写真もそれぞれ異なる。 そのDVDに収録されたミュージック・ビデオ5曲のうち、「僕らは静かに消えていく」「ビー玉望遠鏡」はそれぞれのシングル初回生産盤DVDに収録されたものと同様。「8月のクリスマス」は、シングル初回生産盤DVDとは別編集のものになっている。「メヌエット」「アンジェラ」の映像は本作で初商品化となった。
山崎自身も出演し、アサヒビール「PRIME TIME」のコマーシャルソングに起用されたアルバムのタイトルソング「ADDRESS」は、田中要次・温水洋一・山崎静代（南海キャンディーズ）・奥貫薫・大森南朋・無名時代の鳥居みゆきらが出演するミュージック・ビデオが製作された（大宮エリー監督）。商品化はされていない。 
本アルバムのテレビCMは、ミュージック・ビデオと同じく大宮エリーが監督を担当し、山崎が小さなレコード店を訪れてからを描く全4話構成。第1話は店長（富士たくや）渾身の手描きポップを見て山崎が涙ぐむもの。第2話が女性客がヒットした山崎の曲を置いていないかを店長に尋ね、本アルバムも絶対にヒットすると説得しようとするもの。第3話は来店した女子高生が3年間も山崎がアルバムを出していなかったことをからかうが、店長が諭すように本アルバムの薦めるもの。第4話では山里亮太（南海キャンディーズ）が来店し、山崎が「山ちゃんは俺だ！」と対抗心を燃やすものになっている。
本アルバムに連動したライヴ・ツアー“HAND MY ADDRESS 2006”が、2006年8月5日から12月15日にかけて実施された。11月19日（東京国際フォーラム ホールA）のライヴの模様は、翌2007年にWOWOWで放送された。パッケージでの商品化は長らくされていなかったが、2021年にファンクラブ限定で販売された『YAMAZAKI MASAYOSHI Live Archive Box ～2006 to 2020～』に収録された。
2007年12月19日にアナログ盤がボックス仕様で、2008年12月10日にはSHM-CD盤がリリースされている。

## 収録曲
- 全作詞・作曲・編曲: 山崎将義

|    | 曲名 | 演奏時間 |
| 1  | NAVEL | 3:32     |
| 1  | ファントム・フィルム配給映画「The焼肉ムービー プルコギ 」テーマソング。                                          |          |
| 2  | ADDRESS | 3:36     |
| 2  | アサヒビール「PRIME TIME」コマーシャルソング。                                                                   |          |
| 3  | ビー玉望遠鏡（Album Mix）                                                                                        | 4:41     |
| 3  | 18thシングルの新ミックス。「ビー玉スコープ」と読む。                                                             |          |
| 4  | 僕らは静かに消えていく（Album Mix）                                                                              | 5:21     |
| 4  | 17thシングルの新ミックス。花王「ハミング1/3」CMソング。                                                          |          |
| 5  | 陽気なゴースト                                                                                                   | 4:20     |
| 6  | アンジェラ | 4:20     |
| 6  | 先行リリースされた、21stシングル。リュック・ベッソン監督映画『アンジェラ』オマージュソング。                     |          |
| 7  | メヌエット（Album Mix）                                                                                          | 4:42     |
| 7  | 19thシングルの新ミックス。PlayStation 2専用ソフト『ロマンシング サガ -ミンストレルソング-』テーマソング。        |          |
| 8  | 8月のクリスマス（Acoustic Guitar Version）                                                                       | 3:46     |
| 8  | 20thシングルの別ヴァージョン。東芝エンタテインメント配給映画『8月のクリスマス』主題歌別バージョン。              |          |
| 9  | 十六夜（Album Mix）                                                                                              | 4:15     |
| 9  | 18thシングル「ビー玉望遠鏡」のカップリング曲。新ミックス。スーパーチャンネル海外ドラマ『サード・ウォッチ』ED曲。 |          |
| 10 | 道化者のチャーリー                                                                                               | 4:11     |
| 11 | 晴男 | 4:40     |
| 11 | 撮影で訪れたバルセロナでのオフ・ショット映像を繋ぎ合せたミュージック・ビデオ風の映像が存在する。                 |          |
| 12 | バス停 | 4:28     |

## 演奏
- 山崎まさよし
  - Vocal, All Instruments
  - Programming (#1-7.9.11.12)
  - Hand Clap, Backing Vocals (#1)
  - Percussions (#10)
- グ・スーヨン、原田正弘：Hand Clap, Backing Vocals (#1)
- 高橋良一、穂苅太郎、米納慎一
  - Hand Clap (#1)
  - Percussions (#10)
- 上村潤：Hand Clap (#1)
- 中村キタロー
  - Bass (#2.3.5.6.11)
  - Chorus (#3)
  - Co-produce (#5.10)
  - Bucket & Ghost (#5)
  - Percussions (#10)
  - Acoustic Guitar (#11)
- 江川ゲンタ：Drums, Percussions, Chorus (#3)
- エリック宮城：Trumpet (#3)
- 村田陽一：Trombone (#3)
- 小池修：Tenor Saxophone, Flute (#3)
- 竹野昌邦：Alto Saxophone, Baritone Saxophone (#3)
- 青木タイセイ：Trombone (#5)
- 梅津和時：Brass Arrangement, Clarinet & Alto Saxophone (#5)
- 片山広明：Baritone Saxophone (#5)
- 小田原豊：Drums (#6)
- Dr.kyOn：Accordion, Additional Keyboards (#7)
- アナム＆マキ：Chorus (#11)

## 関連作品
| 楽曲                   | シングル                                    | アルバム（ベスト）                 | ライヴ       |
| ビー玉望遠鏡           | 18thシングル「ビー玉望遠鏡」A面曲           |                                    |              |
| 僕らは静かに消えていく | 17thシングル「僕らは静かに消えていく」A面曲 |                                    |              |
| アンジェラ             | 21stシングル「アンジェラ」A面曲             |                                    |              |
| メヌエット             | 19thシングル「メヌエット」A/B面曲           |                                    | WITH STRINGS |
| 8月のクリスマス        | 20thシングル「8月のクリスマス」A面曲        | 『8月のクリスマス』OST BLUE PERIOD | WITH STRINGS |
| 十六夜                 | 18thシングル「ビー玉望遠鏡」C/W曲           |                                    | WITH STRINGS |